# Шуковски, Манфред
Манфред Шуковски (нем. Manfred Schukowski, 16 января 1928, Штральзунд, провинция Померания — 14 марта 2025) — немецкий астроном. Преподавал математику и физику в школах и педагогических училищах. Он является автором книг об астрономических часах, в том числе учебника и энциклопедии, а также книги о часах церкви Святой Марии в Ростоке.

## Биография
Шуковски вырос в Штральзунде, где он родился и учился в школе с 1934 по 1944 год. В 1945 году он стал матросом на «Шведеншанце». После Второй мировой войны он работал учителем с 1946 года в центральной школе в Кобленце и с 1947 по 1949 год в школе в Негасте. В 1948 году он сдал первый экзамен на учителя, а с 1949 по 1950 год изучал предмет «математика/физика» в Институте подготовки учителей Дистервег в Путбусе. В 1950 году он сдал второй экзамен на учителя и с 1950 по 1953 год работал учителем математики и физики в средней школе Торгелова. Затем он в течение года посещал специальный курс физики в Высшей педагогической школе имени Карла Либкнехта в Потсдаме.
Шуковски был научным сотрудником и преподавателем на кафедре методологии физики Высшей педагогической школы Галле-Кётена с 1954 по 1959 год и снова с 1962 по 1965 год. Между этими периодами, с 1959 по 1962 год, он был учителем в Gymnasium für deutsche Sprache, средней школе с немецким языком обучения, в Ловече, Болгария. В 1963 году он получил экстерном квалификацию преподавателя астрономии в Потсдамском педагогическом колледже. С 1965 по 1969 год он был заведующим кафедрой физики и астрономии в школьном управлении округа Росток в ГДР. С 1969 по 1990 год он отвечал за подготовку учителей. В 1970 году Манфред получил докторскую степень в Университете Ростока, где в 1979 году прошёл хабилитацию.
Шуковски посвятил себя работе над астрономическими часами с 1978 года; он рассчитал новый календарный диск астрономических часов церкви Святой Марии в Ростоке, который был введён в эксплуатацию 1 января 2018 года и содержит даты до 2150 года.
Шуковски умер 14 марта 2025 года в возрасте 97 лет.

## Труды
Шуковски опубликовал ряд трудов по методике преподавания физики и астрономии, а также учебники и многочисленные труды об астрономических часах в Прибалтике, в том числе несколько книг.
- Die astronomische Uhr in St. Marien zu Rostock. Langewiesche, Königstein im Taunus 2010, ISBN 978-3-7845-1236-5 (с английским кратким содержанием)
- Wunderuhren in Kirchen: Astronomische Uhren in Kirchen der Hansezeit. Helms, Schwerin 2006, ISBN 978-3-935749-03-9
- Astronomie, neue Rechtschreibung, textbook. Cornelsen 1999, ISBN 978-3-06-081010-9
- Wissensspeicher: Astronomie, encyclopedia. Cornelsen 1995, ISBN 978-3-06-081705-4
- Sonne, Mond und zwölf Apostel. Die Astronomische Uhr in der Marienkirche zu Rostock. Helms, Schwerin 2012, ISBN 978-3-940207-76-0

## Награды и почести
- 1995 — Культурная премия ганзейского города Ростока[англ.][3]
- 2013 — Книга почёта Ростока[9]
- 2013 — Медаль Филиппа Маттеуса Гана Немецкого общества хронометрии[англ.][8]
- 2015 — Почётная награда Грайфсвальдской обсерватории[нем.][7]
- 2021 — Премия за сохранение памятников Мекленбурга[7]